# Професійно-технічне училище № 81
Професійно-технічне училище №81 (ПТУ №81) — професійно-технічний навчальний заклад у смт Юр'ївка.

## Історія
Професійно-технічне училище № 81 смт Юр'ївка Дніпропетровської області є державним закладом, який входить до системи освіти, забезпечує реалізацію потреб громадян у професійно-технічній освіті, опановування робітничими професіями відповідно до інтересів, здібностей та стану здоров'я.
Училище засновано в 1983 році, як навчальний заклад для підготовки кваліфікованих робітників для колгоспів, радгоспів та сільськогосподарських підприємств Павлоградського району Дніпропетровської області.

## Сьогодення
Училище розміщується в пристосованих приміщеннях, розрахованих на 450 учнівських місць; має одноповерховий навчальний корпус, площею 2980 м², майстерні - 507 м², спортзал - 280 м², 4-х поверховий молодіжний готель на 204 койко/місця, пункт технічного обслуговування, автотрактородром, інші господарчі будівлі. Має окрему територію, площею 2 га, озеленення, заасфальтоване подвір'я. На одного учня в середньому припадає 10,0 кв.м навчальної площі. Училище має навчальне господарство 381 га. орної землі. Профіль училища сільськогосподарський.
Ведеться підготовка робітничих кадрів за професіями:
- Кухар.
- Робітник фермерського господарства.
- Оператор комп'ютерного набору. Обліковець.
- Конторський службовець.
- Тракторист-машиніст, слюсар-ремонтник сільськогосподарського виробництва.
- Оператор комп'ютерного набору, секретар керівника, обліковець[2].